# Danh sách phim điện ảnh Hàn Quốc năm 1954
Đây là danh sách phim được sản xuất tại Hàn Quốc vào năm 1954.
| Phát hành   | Tên tiếng Anh                       | Tên tiếng Hàn | Đạo diễn         | Diễn viên | Thể loại                                   | Ghi chú |
| ----------- | ----------------------------------- | ------------- | ---------------- | --------- | ------------------------------------------ | ------- |
| 1954        |                                     |               |                  |           |                                            |         |
| 10 tháng 2  | Glorious Construction               | 빛나는 건설   | Yu Jang-san      |           | Phim tài liệu                              | [ 1 ]   |
| 6 tháng 4   | A Turbid Water                      | 탁류          | Lee Man-heung    |           | Xã hội đen                                 | [ 2 ]   |
| 1 tháng 5   | Korea                               | 코리아        | Shin Sang-ok     |           | Phim tài liệu                              | [ 3 ]   |
| 15 tháng 5  | Viva Chang-Su!                      | 창수만세      | Eo Yak-seon      |           | Giác ngộ                                   | [ 4 ]   |
| 11 tháng 6  | Arirang                             | 아리랑        | Lee Kang-cheon   |           | Phim truyền hình, Chống chủ nghĩa cộng sản | [ 5 ]   |
| 15 tháng 6  | The Bloody Road                     | 혈로          | Shin Kyeong-gyun |           | Chống chủ nghĩa cộng sản, chiến tranh      | [ 6 ]   |
| 1 tháng 9   | 41 Degrees North latitude           | 북위 41도     | Kim Seong-min    |           | Hành động, Quân đội                        | [ 7 ]   |
| 16 tháng 9  | Assail Order                        | 출격명령      | Hong Seong-ki    |           | Quân đội                                   | [ 8 ]   |
| 5 tháng 12  | Land of Love                        | 애원의 향토   | Kim Seong-min    |           | Nhạc kịch xưa                              | [ 9 ]   |
| 14 tháng 12 | The Hand of Destiny                 | 운명의 손     | Han Hyung-mo     |           | Noir, Chống chủ nghĩa cộng sản             | [ 10 ]  |
| ?           | A Street of Temptation              | 유혹의 거리   | Lee Yong-min     |           | Xã hội đen, giác ngộ                       | [ 11 ]  |
| ?           | A Woman Soldier                     | 여군          | Jo Jeong-ho      |           | Phim tài liệu                              | [ 12 ]  |
| ?           | Chungnam Tour Account               | 충남만유기    | Yim Woon-hak     |           | Phim văn hóa                               | [ 13 ]  |
| ?           | Song of Hometown                    | 고향의 노래   | Yun Bong-chun    |           | Nhạc kịch xưa, giác ngộ                    | [ 14 ]  |
| ?           | The Star of Million                 | 백만의 별     | Lee Yong-min     |           | Quân đội                                   | [ 15 ]  |
| ?           | The Ten Years of Country Foundation | 건국십년      | Lee Chang-chun   |           | Phim tài liệu                              | [ 16 ]  |